# Noue (Tenarre)
Die Noue ist ein kleiner Fluss im Osten von Frankreich, der im Département Saône-et-Loire der Region Bourgogne-Franche-Comté südöstlich der Stadt Chalon-sur-Saône verläuft.

## Geografie

### Verlauf
Die Noue entspringt im Staatsforst Forêt Domaniale de Chalon-sur-Saône, an der Gemeindegrenze von Guerfand und L’Abergement-Sainte-Colombe, entwässert  generell Richtung Südsüdwest durch die Landschaft Bresse und mündet nach rund 17 Kilometern an der Gemeindegrenze von Saint-Germain-du-Plain und Baudrières als rechter Nebenfluss in die Tenarre, die selbst etwa 500 Meter danach die Saône erreicht. Die Noue führt im Oberlauf auch die Bezeichnung Ruisseau de l’Étang de Foichot und danach Bief du Moulin de Foichot, bevor sie bei Saint-Germain-du-Plain ihren definitiven Namen annimmt.

### Orte am Fluss
(Reihenfolge in Fließrichtung)
- L’Abergement-Sainte-Colombe
- Foichot, Gemeinde L’Abergement-Sainte-Colombe
- Châtenoy, Gemeinde Saint-Christophe-en-Bresse
- Le Rouilly, Gemeinde Ouroux-sur-Saône
- Chirey, Gemeinde Saint-Germain-du-Plain
- Saint-Germain-du-Plain
- Boulay, Gemeinde Baudrières